# 福爾里弗鎮區 (堪薩斯州威爾遜縣)
福爾里弗鎮區（英語：Fall River Township）是位於美國堪薩斯州威爾遜縣的一個行政鎮區。

## 地方資料
福爾里弗鎮區的面積為131.23平方千米，當中陸地面積為129.94平方千米，而水域面積為1.29平方千米。根據2010年美國人口普查的數據，當地共有人口359人，而人口密度為每平方千米2.74人。

## 外部連結
- US-Counties.com
- City-Data.com （页面存档备份，存于）